# Геча
Геча (слч. Geča) насељено је мјесто са административним статусом сеоске општине (слч. obec) у округу Кошице-околина, у Кошичком крају, Словачка Република.

## Становништво
| Година:    | 1994. | 2004.    | 2014.    | 2024.    |
| ---------- | ----- | -------- | -------- | -------- |
| Број људи: | 1295  | 1496     | 1660     | 1898     |
| Разлика:   |       | +15,52 % | +10,96 % | +14,33 % |

| Година:    | 2023. | 2024.   |
| ---------- | ----- | ------- |
| Број људи: | 1904  | 1898    |
| Разлика:   |       | -0,31 % |

Према подацима о броју становника из 2011. године насеље је имало 1.631 становника.